# Czek imienny
Czek imienny – czek, na którym wpisuje się imię i nazwisko osoby lub nazwę firmy upoważnionej do pobrania gotówki.
Remitent może przenieść prawo do realizacji czeku imiennego na inną osobę, ale może to nastąpić tylko przez cesję w formie aktu notarialnego, co jest dość uciążliwe.